# 普洛埃旺
普洛埃旺（法語：Ploéven，法語發音：[plɔevɛ̃]）是法国菲尼斯泰尔省的一个市镇，位于该省西南部，属于沙托兰区。

## 地理
普洛埃旺（48°9'26"N, 4°13'57"W）面积13.11 平方千米，位于法国布列塔尼大區菲尼斯泰尔省，该省份为法国最西部的省份，位于布列塔尼半岛西部，北西南三面环大西洋，东临阿摩尔滨海省和莫尔比昂省。
与普洛埃旺接壤的市镇（或旧市镇、城区）包括：卡斯特、普洛莫迪耶恩、普洛内韦波尔宰。

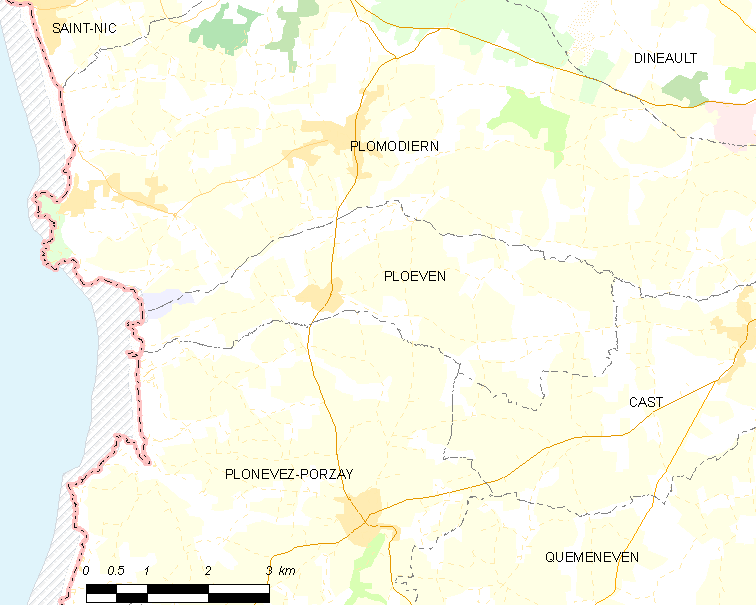
普洛埃旺的OSM定位图

普洛埃旺的时区为UTC+01:00、UTC+02:00（夏令时）。

## 行政
普洛埃旺的邮政编码为29550，INSEE市镇编码为29166。

## 政治
普洛埃旺所属的省级选区为克罗宗县。

## 人口

1962-2008年间普洛埃旺人口变化图示

普洛埃旺于2022年1月1日时的人口数量为534人。